# Horst Schuler
Horst Schuler (* 11. Oktober 1952 in Nagold) ist ein deutscher Maler und Gründer der ehemaligen Galerie Horst Schuler in Düsseldorf.

## Leben
Schuler studierte ab 1971 an der Staatlichen Akademie der Bildenden Künste in Karlsruhe bei Horst Antes und Gerd van Dülmen sowie Kunstwissenschaft und Philosophie an der Universität Karlsruhe. 1973 setzte er sein Studium an der Kunstakademie Düsseldorf in der Klasse von Gerhard Richter fort. Zusätzlich belegte er an der Kunstakademie die Fächer Kunstwissenschaft, Pädagogik und Philosophie. Von 1974 bis 1981 war er persönlicher Mitarbeiter von Gerhard Richter. 1975 erhielt er ein Reise-Stipendium von der Kunstakademie Düsseldorf nach Machu Picchu in Peru. 1976 wurde er zum Meisterschüler ernannt und legte seine erste Philologische Staatsprüfung ab zum Thema „Darstellung von Licht und Farbe in Beziehung zum gegebenen Raum“. Zusätzlich machte er sein Examen in Kunstgeschichte, Pädagogik und Philosophie. Erste Ausstellungen folgten ab 1976 in der Galerie Konrad Fischer. 1985 traf Schuler die Entscheidung für ein erstes mehrjähriges Sabbatical, in dem er sich aus dem Kunstbetrieb zurückzog.
Im Jahr 1998 gründete er die Galerie Horst Schuler, die ihren Sitz in der Hausnummer 15 der Citadellstraße in Düsseldorf hatte. Ausgestellt wurden dort u. a. Elisabeth Brockmann, Peter Schmersal, Andreas Exner, Luise Kimme und Lorenzo Pompa. Die Galerie bestand bis 2013. In diesen Jahren entstanden 76 Ausstellungen, darunter mehrere „Erste Einzelausstellungen“ und „First shows in Germany“. Horst Schuler lebt und arbeitet in Düsseldorf.

## Werk
Ab 1971 richtete sich Schulers Fokus auf Sachzeichnungen, Natur- und Aktstudien sowie Materialuntersuchungen. Er bestrich unbedrucktes Zeitungspapier mit diversen Ölen und dokumentierte die Veränderungen des Farbauftrags und der Konsistenz. Aus den geölten Papieren entstanden raumbezogene Objekte. Ab 1973 untersuchte er die Einwirkung von diversen Farbstoffen auf Papier. Erste Rauminstallation entstanden wie 7 Blaue Fenster von 1975 (Staatliche Kunstakademie Düsseldorf): Vor sieben nebeneinander liegenden Korridorfenstern spannte Schuler blaues Pergaminpapier. Der Raum wurde durch das vom wechselnden Tageslicht sich verändernde Leuchten der Papierflächen aus seiner bisherigen Anschauung gelöst. Schuler konzipierte großformatige, monochrom bemalte Bilder speziell für die jeweiligen Räume und ihr Licht. Er kombinierte mehrere Bilder unterschiedlicher Farbe mit gleichmäßig leuchtenden Bildflächen, so dass die Räume einen meditativen Charakter erhielten.
1982 zeigte Schuler auf der documenta 7 u. a. die Arbeiten Der konstitutive Faktor, Öl auf Seide, 385 × 190 cm, Tageslicht und Die stabilisierende Maßnahme, Öl auf Seide, 368 × 192 cm, Tageslicht. Zwischen 1982 und 1985 setzen sich die Bildformate aus mehreren, unterschiedlich farbigen, monochromen Bildern zusammen. Zwischen 1994 und 2002 zielte Schuler auf eine Intensivierung der Lichtverhältnisse durch großformatige monochrome Arbeiten. Dazu strukturierten transparente, fest installierte Wände und Gänge aus gespannter weißer Gaze die Raum-Perzeption. Die Abfolge der Bilder und Gazewände ergaben neue Durchblicke nach außen. Die farbigen Lichtreflexe bezogen den Betrachter in ein Raumvolumen ein, das gleichzeitig zum Bild wurde.

## Ausstellungen (Auswahl)
- 1976 Galerie Konrad Fischer, Düsseldorf
- 1977 Galerie Konrad Fischer, Düsseldorf
- 1979 InK. Halle für internationale neue Kunst, Zürich (mit Giuseppe Penone, Bruce McLean, Gerhard Merz)
- 1979 Stedelijk van Abbemuseum, Eindhoven
- 1979 Schlaglichter, Rheinisches Landesmuseum Bonn
- 1979 Museum Haus Lange, Krefeld (mit Isa Genzken)
- 1980 Sperone Westwater Fischer, New York
- 1980 InK. Halle für internationale neue Kunst, Zürich (mit Richard Long, Douglas Huebler, Stanley Brouwn)
- 1981 Westkunst/heute, Köln
- 1981 Art Allemagne Aujourd‘hui, Musée d’Art Moderne de la Ville de Paris, Paris
- 1982: documenta 7, Kassel.[3]
- 1982 5 Deutsche, Galerie van Krimpen, Amsterdam (mit Isa Genzken, Günther Förg, Gerhard Merz, Günther Tuzina)
- 1982 Der schmachtende Dreiklang, Kunstraum München
- 1982 Drei Preisträger des Kulturkreises im Bundesverband der deutschen Industrie, Kölnischer Kunstverein (mit Isa Genzken, Wolfgang Nestler)
- 1984 Gewad 4/2, Gewad, Gent (mit Isolde Wawrin, Thomas Schütte)
- 1985 Phase II – Das Bild einer Ausstellung, Steirischer Herbst, Graz
- 1994 Arbeitsplatz, Galerie für zeitgenössische Kunst, Heidelberg
- 1994 Paesaggi Landschaften, Castello di Rivara, Rivara/To
- 1994 Horstpinkschuler, Galerie Tabea Langenkamp, Düsseldorf
- 1995 Das Abenteuer der Malerei, Württembergischer Kunstverein Stuttgart und Kunstverein für die Rheinlande und Westfalen, Düsseldorf
- 1996 Horstblauschuler, Kunstverein Schwerte, Schwerte
- 1996 Fri-Art, Centre d’art contemporain, Kunsthalle, Fribourg (mit Alain Bernardini, Ariane Epars, Manuel Franke, Leni Hoffmann)
- 1996 Horstbasicschuler, David Pestorius Gallery, Brisbane
- 1997 Kunstpreis der Böttcherstraße in Bremen zu Gast im Bonner Kunstverein, Bonn
- 1998 Horstcosmoschuler, Cosmo, Nürnberg
- 2000 Art of this Century, Ausstellungen bei Horst Schuler, Düsseldorf
- 2001 Die Farben des Unsichtbaren, Kunsthistorisches Institut der Universität Bonn, Bonn (mit Sabine Boehl, Beate Gütschow, Armin Boehm, Andreas Plum)
- 2002 Herbert-Weisenburger-Stiftung, Marstall Schloss Rastatt, Rastatt
- 2002 Artweb24, Kunstraum, Düsseldorf
- 2002 Kunstverein Baden bei Wien
- 2003 Centro d´Arte Contemporanea, Rivara

## Werkdokumentation
- Herbert-Weisenburger-Stiftung (Hrsg.), Horst Schuler. Katalog zu den Ausstellungen im Kunstverein Baden bei Wien, in der Herbert-Weisenburger-Stiftung, Rastatt, und in Rivara/Turin. Mit Texten in Deutsch und Englisch von Sabine Boehl, Anne-Marie Bonnet, Elisabeth Brockmann, Martin Hentschel, Thomas Hirsch und Marianne Stockebrand. Info Verlag GmbH, Karlsruhe 2002, ISBN 3-88190-300-3.

## Herausgeberschaft
- Brian Dawn Chalkley, Dawn in Wonderland & other Stories. Werkkatalog der Zeichnungen, Galerie Horst Schuler, Düsseldorf 2013, ISBN 978-1-908339-07-2.